# الضريح الروماني السلوقية
الضريح الروماني هو معلم أثري تونسي مصنف من قبل المعهد الوطني للتراث يقع في ولاية باجة في الشمال الغربي التونسي، تحديدا في السلوقية تم تصنيف المعلم في يوم 23 ديسمبر 1891.

## مقالات ذات صلة
- قائمة المعالم الأثرية المصنفة في تونس